# Ernst Schale
Ernst Gustaf Mauritz Schale, född den 8 februari 1845 i Norrköping, död den 27 januari 1927 i Stockholm, var en svensk sjömilitär. 
Schale blev underlöjtnant vid flottan 1871 och löjtnant 1875. Han tjänstgjorde i sjökarteverket 1877–1895. Schale befordrades till kapten 1885,
till kommendörkapten av andra graden 1894, av första graden 1897, i reserven 1903–1910. Han var ordförande i förvaltningsdirektionen vid flottans station i Karlskrona 1899–1902 och överlärare vid Rydbergska stiftelsen 1903–1918. Schale blev riddare av Svärdsorden 1891. Han vilar på Södra kyrkogården i Norrköping.